# Озера Литви

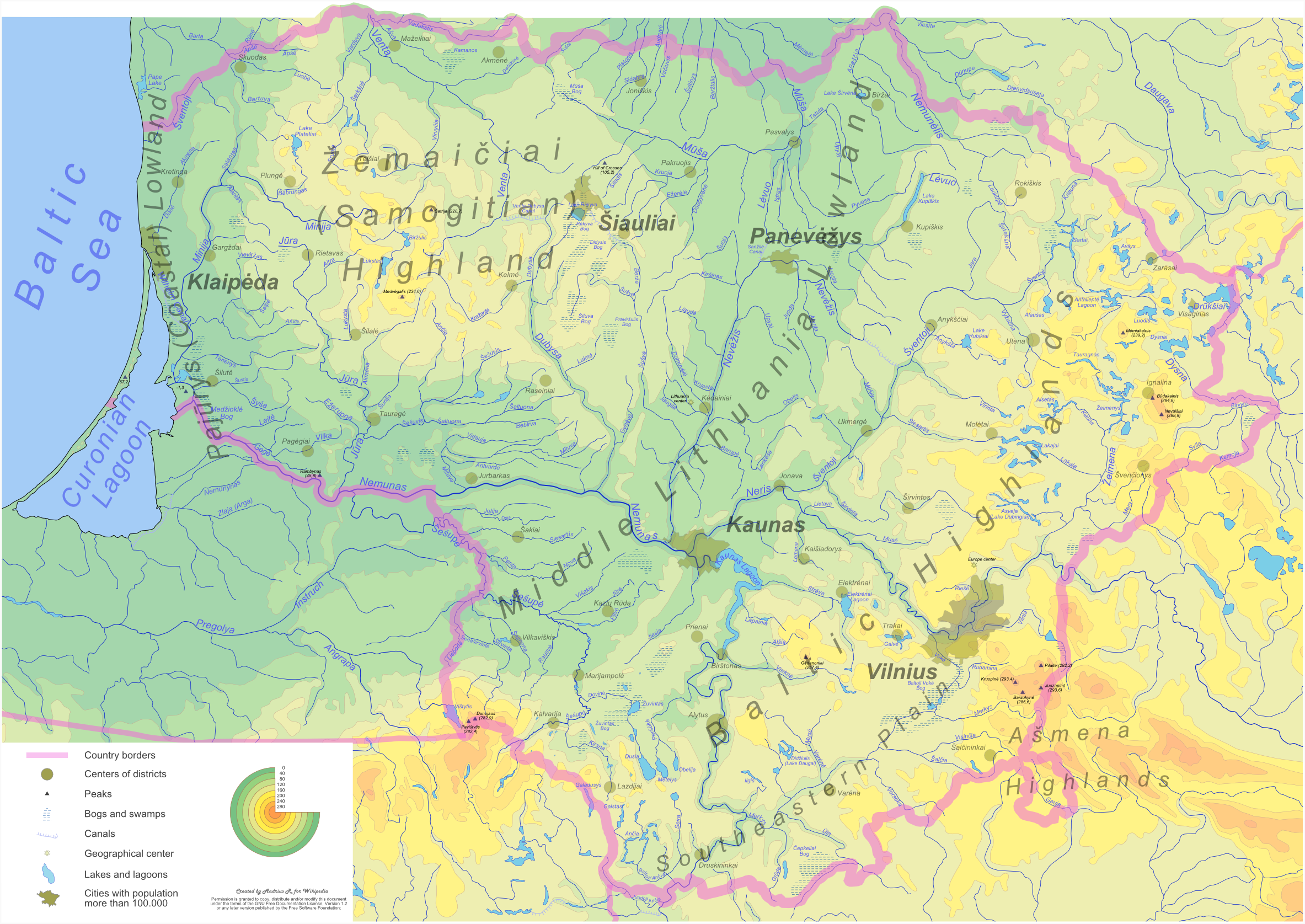
Фізична карта Литви

Озер у Литві нараховується приблизно 6 тисяч, вони займають площу 950 км², або ж 1,5 % території Литви. Озера розташовані нерівномірно, більшість знаходиться на Балтійській височині, яка починається від кордону з Польщею на південному сході і продовжується на північ вздовж кордону з Білоруссю до Латвії.
Близько 1200 озер живляться лише підземними водами. Однак чимало інших озер поєднані між собою комплексом проходів і річечок. Такі системи озер є привабливими для туристів в Авкштотському національному парку і популярні серед каякерів. Озера у Молетському районі і сусідніх є місцем відпочинку у вихідні дня для багатьох мешканців Вільнюса, які мають дачі й вілли у цій місцевості.

## Найбільші озера

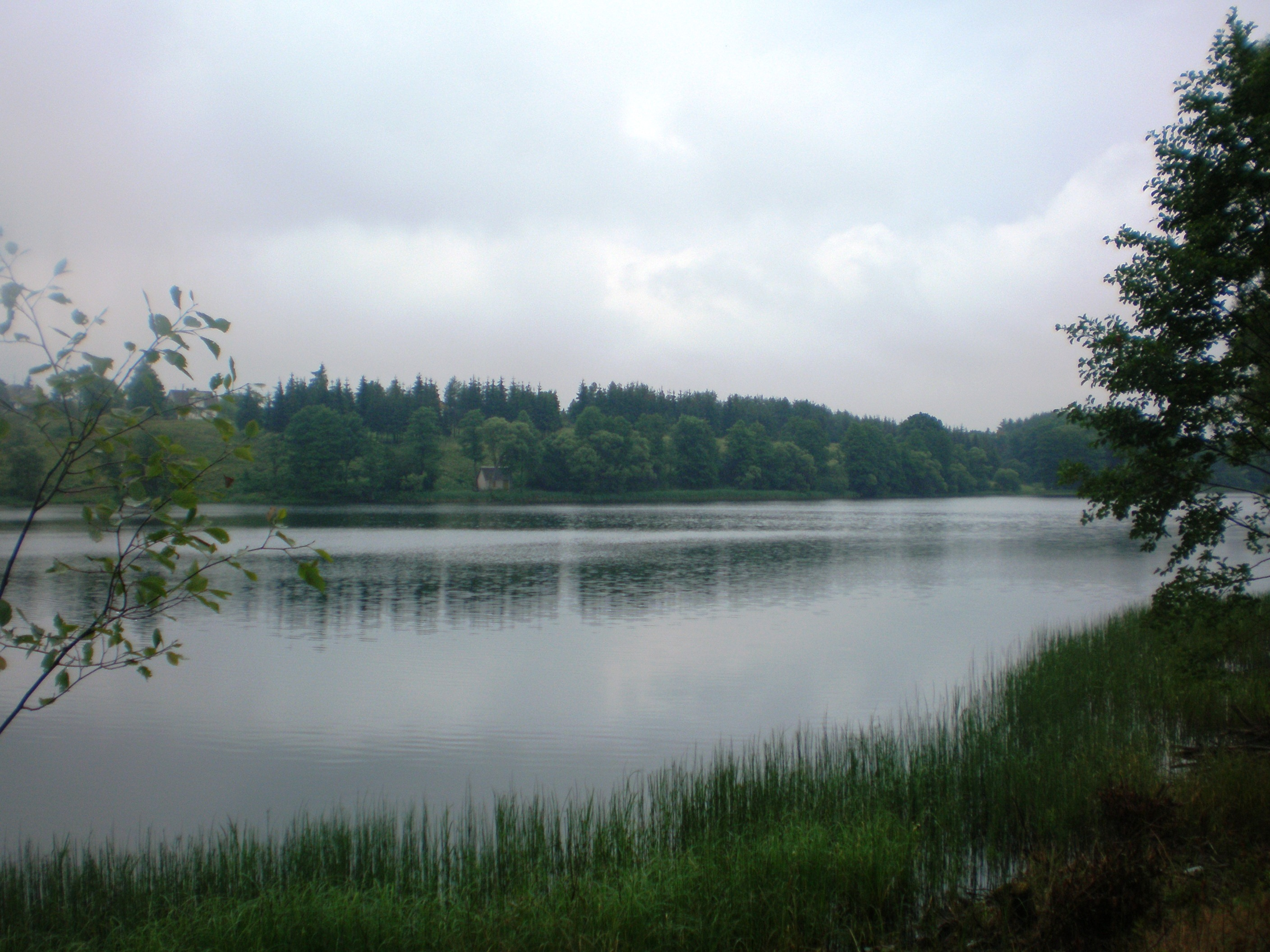
Озеро Таурагнас

| №  | Озера       | Озера       | Озера       | Озера                                           | Водосховища     | Водосховища | Водосховища | Водосховища    |
| №  | Назва       | Площа (км²) | Глибина (м) | Примітки                                        | Назва           | Площа (км²) | Річка       | Рік наповнення |
| -- | ----------- | ----------- | ----------- | ----------------------------------------------- | --------------- | ----------- | ----------- | -------------- |
| 1  | Дрісвяти    | 44,8        | 33,3        | Частково в Білорусі; забезпечує Ігналінську АЕС | Каунаське       | 63,50       | Німан       | 1959           |
| 2  | Діснай      | 24,39       | 6,0         |                                                 | Анталептське    | 15,72       | Швентої     | 1959           |
| 3  | Дуся        | 23,34       | 31,7        |                                                 | Електренайське  | 12,64       | Стрева      | 1961           |
| 4  | Віштинецьке | 17,9        | 52          | Частково в Росії (Калінінградська область)      | Купишкіське     | 8,28        | Левуо       | 1984           |
| 5  | Сартай      | 13,31       | 20,9        | Найдовша берегова лінія (79 км)                 | Капчяместіське  | 7,17        | Швентої     | 1957           |
| 6  | Луодіс      | 13,02       | 18,4        |                                                 | Бубяйське       | 4,18        | Дубіса      | 1978           |
| 7  | Метяліс     | 12,86       | 15,0        |                                                 | Шірвена         | 3,35        | Апашчя      | 1580           |
| 8  | Авіліс      | 12,58       | 13,5        | Найбільше островів (31)                         | Круоніське      | 3,06        |             | 1992           |
| 9  | Плателай    | 12,04       | 46,0        | Найбільше у Жемайтії                            | Аукштадваріське | 2,93        | Веркне      | 1960           |
| 10 | Реківос     | 11,84       | 4,5         | Частково у м. Шяуляй                            | Балскайське     | 2,8         | Юра         | 1963           |

## Найглибші озера

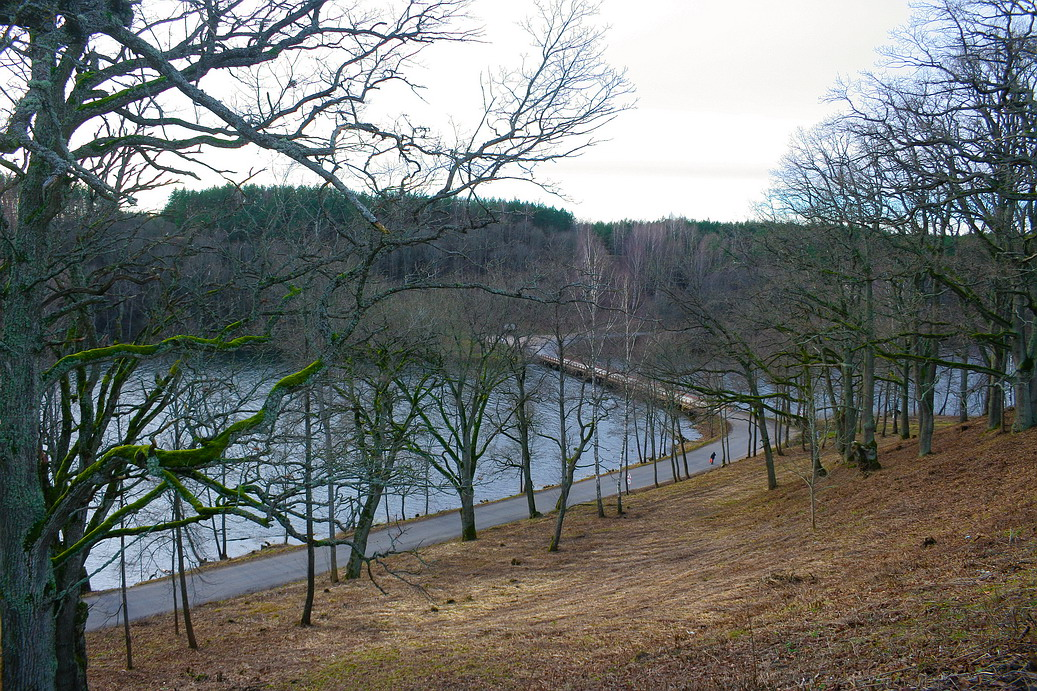
Озеро Асвея

- Таурагнас — 60,5 м
- Малкестайтіс — 57 м
- Асвея — 50,2 м
- Галстас — 50,1 м
- Віштітіс — 50 м
- Плателай — 46 м
- Гавіс — 56 м

## Найдовші озера
- Асвея — 29,7 км
- Айсетас — 16,1 км
- Сартай — 14,8 км

## Інші значні озера

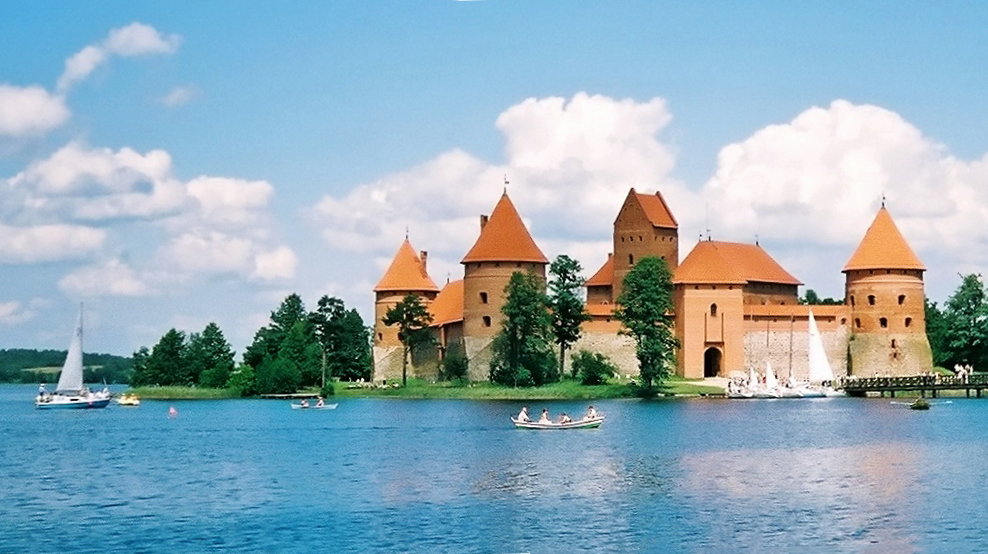
Тракайський замок, розташований на острові серед озера

- Озеро Таурагнас — найглибше озеро у Литві (62,5 м), має найвищу висоту над рівнем моря (165 м).
- Озеро Балуошас має острів, на якому також є невеличке озеро.
- Озеро Жувінтас — наймілкіше озеро у Литві; максимальна глибина складає 3 метри, середня — 1 м. Важливе природне середовище для багатьох  водоплавних птахів.
- На острові озера Гальве стоїть Тракайський замок.
- Озеро Сартай має найдовшу в Литві берегову лінію  — 79 км.
- Плателай — одне з найпрозоріших озер Литви.[1]